# Motorvägar i Schweiz
I Schweiz betraktas motortrafikleder som en separat vägtyp men numreras som en del av motorvägsnätet.
Schweiz har motorvägar som når ut till de flesta delar av landet. De når också ut till sina grannländer. Det är dyrt att bygga motorvägar i landet då naturen i mycket stor utsträckning består av berg och dalar. Detta innebär att många motorvägar går genom långa tunnlar och broar, och att lavinskydd ibland måste byggas. Trots detta så är motorvägsnätet förhållandevis välutbyggt vilket beror på att landet har mycket god ekonomi i kombination med hög befolkningstäthet. I de allra bergigaste områdena har man dock fått undvika motorvägar, eftersom de blir alltför dyra. Bara A2 och A13 passerar Alperna, med varsin motortrafikledssträcka. För A2 är det Sankt Gotthardstunneln.

## Motorvägssträckor i Schweiz

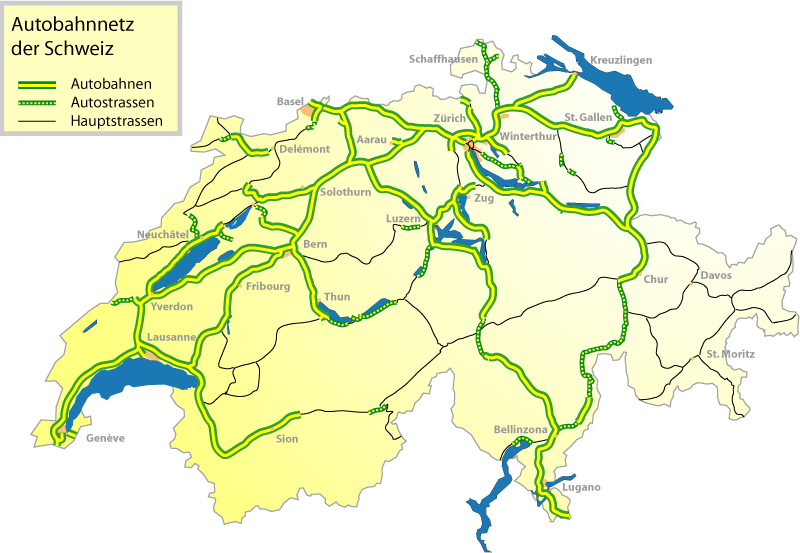
Karta över motorvägarna i Schweiz

- A1 Sankt Margrethen (gräns mot Österrike) - Sankt Gallen - Winterthur - Zürich - Bern - Lausanne - Genève

A1.1 Rorschach - Arbon
- A2 Basel (gräns mot Tyskland och Frankrike) - Luzern - Altdorf - Sankt Gotthard - Lugano - Chiasso (gräns mot Italien)
- A3 Augst - Brugg - Birmensdorf / Zürich - Pfäffikon - Sargans
- A4 Bargen (gräns mot Tyskland) - Schaffhausen - Winterthur / Zürich - Knonau - Cham - Brunnen SZ - Altdorf
- A5 Luterbach - Solothurn - (Biel - La Neuveville) - Neuchâtel - (Yverdon)
- A6 Lyss - Schönbühl / Bern - Thun - Wimmis
  - N6M Muri bei Bern - Rüfenacht
- A7 Kreuzlingen (gräns mot Tyskland) - Frauenfeld - Winterthur
- A8 Hergiswil - Sarnen - (Sachseln - Brünig - Brienzwiler) - Interlaken - Spiez
- A9 Vallorbe (gräns mot Frankrike) - Chavornay / Villars-Ste-Croix - Vevey - Sion - Brig - Simplonpasset - Gondo (gräns mot Italien)
- A12 Bern - Fribourg - Bulle - Vevey
- A13 Sankt Margrethen (gräns mot Österrike) - Sargans - Chur - Thusis - San Bernardino-passet - Bellinzona
- A14 Luzern - Cham
- A16 Boncourt (gräns mot Frankrike) - Porrentruy - Delémont - Moutier - Biel
- A18 Basel - Reinach BL
- A19 Brig - Naters
- A20 Zürich Nordring
- A50 Rheinsfelden ZH - Glattfelden
- A51 Bülach - Zürichs flygplats - Zürich
- A52 Zumikon - Hinwil (Forchstrasse)
- A53 Kloten - Reichenburg